# Мамай (Акмолинская область)
Мама́й (каз. Мамай) — село в Енбекшильдерском районе Акмолинской области Казахстана, образует административно-территориальное образование «Село Мамай» со статусом сельского округа (соответствующий 3-му уровню административно-территориальной единицы).
- Код КАТО — 114544100[3].
- Код КАТО АТЕ — 114544000[4].

## География
Расположено на северном берегу озера Мамай, в южной части района, на расстоянии примерно 38 километров (по прямой) к юго-востоку от административного центра района — города Степняк.
Абсолютная высота — 293 метров над уровнем моря.
Климат холодно-умеренный, с хорошей влажностью. Среднегодовая температура воздуха положительная и составляет около +3,3°С. Среднемесячная температура воздуха в июле достигает +19,5°С. Среднемесячная температура января составляет около -15,3°С. Среднегодовое количество осадков составляет около 405 мм. Основная часть осадков выпадает в период с июня по август.
Ближайшие населённые пункты: село Яблоновка — на западе, Кырыккудык — на востоке, село Енбекшильдерское — на северо-востоке, село Кенащы — на севере. К востоку от посёлка так-же находится озеро Ащиколь.
Близ села проходит автодорога республиканского значения — Р-6 «Макинск — Аксу — Тургай».

## История
В 1989 году село являлось административным центром Мамайского сельсовета (сёла Мамай, Итемген) в составе Кокчетавской области.
В периоде 1991—1998 годов:
- Мамайский сельсовет был преобразован в сельский округ;
- после упразднения Кокчетавской области вместе с районом и сельским округом село Мамай было включено в состав Акмолинской области.

Постановлением акимата Акмолинской области от 13 декабря 2008 года N A-9/561 и решением Акмолинского областного маслихата от 13 декабря 2008 года N 4C-11/16, село Итемген было переведено в категорию иных поселений и было включено в состав села Мамай.
В связи с этим, согласно закону Республики Казахстан касаемо административно-территориального устройства, Мамайский сельский округ был преобразован (упразднён) и переведён в категорию села Мамай с образованием отдельного административно-территориального образования (сельского акимата) «Село Мамай » на базе Мамайского сельского округа соответственно.

## Население
В 1989 году население села составляло 764 человек (из них казахи — 100 %).
В 1999 году население села составляло 605 человек (311 мужчин и 294 женщины). По данным переписи 2009 года в селе проживали 342 человека (185 мужчин и 157 женщин).
| Численность населения | Численность населения | Численность населения |
| 1989                  | 1999                  | 2009                  |
| --------------------- | --------------------- | --------------------- |
| 764                   | ↘605                  | ↘342                  |

## Улицы[11]
- ул. Абая Кунанбаева
- ул. Абылай хана
- ул. Биржан сала
- ул. Шокана Уалиханова